# Jake & Blake
Jake & Blake foi uma sitcom de origem argentino-estadounidense. Produzido por Cris Morena Group em coprodução com RGB Entertainment e Disney Channel Latinoamérica. Ela foi gravada em  Buenos Aires, Argentina, totalmente em inglês para Disney Channel Estados Unidos. Apesar de ser gravada nesse idioma todos os atores são argentinos, sendo protagonizada por Benjamín Rojas.
No Brasil esta produção foi transmitida pelos canais Disney Channel e Sony Spin,

## História
Jake e Blake são gêmeos idênticos que foram separados ainda bebês graças a um acidente marítimo. Jake é um aluno aplicado no colégio, enquanto Blake é um pop star bem sucedido. Jake, depois de ser expulso do colégio por alguns problemas com o filho do diretor e Blake tenta fugir para evitar ir a uma festa, os dois irmãos se encontram. Depois de falarem sobre suas vidas e apreciarem a sua forte semelhança física, os gêmeos decidem trocar de lugar. Mas nada será tão fácil, Jake é um aluno aplicado em seu ultimo ano de colégio, brilhante em matemática, super responsável, campeão de natação, generoso e afetivo. Blake, por outro lado, é um famoso cantor pop, milionário, egocentrico, vaidoso e egoísta. Atraves de um pacto, ambos começarão a viver a vida do outro. Jake deverá superar sua timidez, cantar diante o publico e suportar a perseguição dos fans, enquanto Blake deverá começar a segir as normas e converter-se em um brilhante aluno e aprender a viver no anonimato. Entretanto duas meninas se cruzarão em suas: Annie, a amiga de Jake e Hope, a presidenta do fan-clube de Blake. Manter a nova identidade dos gemeos será motivo de confusões, aventuras e enredos românticos que os levará ao descobrimento de sua própria identidade.

## Personagens

### Principais
- Benjamin Rojas como Jake Valley e Blake Hill
- Sofía Reca como Hope
- Melanie Green como Annie
- Tomás Martínez como Max Hill
- Victoria Maurette como Miranda
- Pablo Drutman como Buddy
- Fabio Aste como Joaquín Patrick Fynk
- Marcelo Andino como Slate
- Diego Child como Bruce
- Matías Mayer como Alan King
- Diego Leske como Señor King
- Mariela Irala como Paloma

## Episodios
Composta por 2 temporadas, com total de 52 episodios.
1ª Temporada - 26 Episódios
2ª Temporada - 26 Episódios